# 盛儀
盛儀（1477年—？），字德章，號蜀岡，直隸江都縣人，揚州衛軍籍。明朝政治人物。

## 生平
弘治十一年（1498年）戊午科應天府鄉試第六名舉人。弘治十八年（1505年）中式乙丑科會試第二百十二名，二甲第五十六名進士。吏部观政，授礼部主事，正德五年（1510年）三月改任山东道监察御史，六年正月升山东按察司佥事，十一年正月升本司副使，改河南副使，丁忧归，服阕，再调云南屯田副使，嘉靖五年（1526年）二月升湖广按察使，七年正月升本省左布政使，十年五月升太仆寺卿，十一月会推江西巡抚未成，十一年三月被弹劾閑住。

## 家族
曾祖盛彬；祖父盛安；父盛弘，母董氏。具庆下。